# Ragnall mac Torcaill
Ragnall mac Torcaill (mort en 1146) est un magnat norvégien-gaël du XIIe siècle qui semble avoir été roi de Dublin. C'est un membre de la famille des Meic Torcaill, et semble être le même personnage de cette lignée qui fait campagne au pays de Galles en 1144. Ragnall est tué en 1146, et des sources le dénomment roi lors de sa disparition. Il est le père d'au moins un fils, Ascall, un homme qui lui règne certainement comme roi.

## Origine
La père de Ragnall est un personnage connu nommé Torcall (fl. 1133), il est attesté dans les Annales de Loch Cé en 1133. Bien que l'ascendance de Torcall soit incertaine, les sources postérieures suggèrent que sa famille —les Meic Torcaill— était une lignée d'importants propriétaires fonciers de la région. L'arrivée au pouvoir de Torcall
semble intervenir quand Dublin est sous le contrôle de Diarmait Mac Murchada, roi de Leinster († 1171). La mainmise de ce dernier sur le royaume de Dublin cesse en  1141, toutefois les Annales des quatre maîtres relèvent que la cité côtière et prise et tenue par Conchobar Ua Briain († 1142), seigneur du  Munster -

## Roi de Dublin
Après la disparition de Conchobar Ua Briain, les Annales des quatre maîtres  indiquent que les Dublinois installent un certain Homme des Isles, Oitir Mac mic Oitir († 1148), comme roi de Dublin en 1142. Deux ans plus tard, Ottar, accompagné d'un membre anonyme des Meic Torcaill —qui est peut-être Ragnall lui-même— et d'un anonyme fils d'un certain Erulb, sont présents comme mercenaires dans une expédition au pays de Galles évoquée par le Brenhinoedd y Saeson (en), le Brut y Tywysogion, et les versions « B » et « C » des Annales Cambriae (XI/XIIIe siècle). Cet épisode s'insère das une intervention armée du royaume de Dublin dans le contexte d'un conflit de factions locales entre Owain Gwynedd († 1170) et Cadwaladr († 1172), fils de Gruffudd ap Cynan, roi de Gwynedd († 1137). C'est dans le cadre de ce conflit inter-dynastique que Cadwaladr recherchait des appuis en Irlande. Lors de cet épisode, les sources précisent que les gens de Dublin réclament 200 captifs ou têtes de bétail pour le prix de leur assistance, une rétribution qui témoigne de l'intérêt du royaume pour la poursuite au XIIe siècle du commerce d'esclaves. Les sources contemporaines relèvent que la volonté d'arrêter le trafic d'esclaves dans la mer d'Irlande  est l'un des motifs qui auraient justifié l'invasion normande de l'Irlande au XIIe siècle.

## Mort
Ragnall meurt en 1146. Son meurtre est relevé par les Annales de Tigernach (XIVe siècle), le Chronicon Scotorum (XIIe siècle), et le Livre de Mac Carthaigh (XVe siècle). Ces sources accordent à  Ragnall le titre de « roi de Dublin ».
Si on prend en considération ces sources son règne apparaît ne guère avoir commencé avant 1144, et être interrompu par celui d'Ottar Ottarsson. Les Annales des quatre maîtres, cependant donnent à Ragnall le titre de mórmáer, ce qui semble indiquer qu'il était plus surement un subordonné à l'époque du règne Ottar. La mort de Ragnall semble intervenir dans le contexte d'un conflit avec les habitants de l'est du Meath. Le souvenir de sa disparition— et la part prise par les habitants de Dublin dans le meurtre de Cellach Ua Cellaig, roi de Nord-Brega la même année— peut expliquer en partie l'apparente expansion vers le nord-ouest des « Étrangers de Dublin » au  XIIe siècle. Bien qu' Ottar ait pu bénéficier de la coopération des Meic Torcaill au cours de la première partie de son règne, les Annales de Tigernach et le Chronicon Scotorum révèlent qu'ils sont responsables de son meurtre en 1148.

## Postérité
Ragnall laisse au moins un fils, Ascall († 1171), qui règne comme roi pendant une brève période à compter de la moitie du XIIe siècle. Plusieurs décennies avant, les Annales des quatre maitres relèvent la mort d'un certain « mac Mic Turgaill » en 1138. Si Ragnall est le chef représentatif de cette famille à cette époque, le fait que l'on accorde aucun titre à l'individu défunt doit indiquer qu'il est un fils de Ragnall. Une autre possibilité est que cet individu est au contraire un fils de Torcall lui-même, ou peut-être d'un autre membre des Meic Torcaill. Un autre fils de Ragnall doit être un certain Ragnall mac Ragnaill (fl. 1167), titré tigerna Gall (c'est-à-dire « seigneur des étrangers »), qui est mentionné par Annales des quatre maitres  pour avoir participé  à le grande assemblée convoquée en 1167 par Ruaidrí Ua Conchobair, Ard ri Erenn († 1198). Le nom et le titre de ce Ragnall suggèrent qu'il est soit un autre fils par ailleurs inconnu de Ragnaill mac Torcaill, ou à la suite de l'erreur d'un annaliste Ascall lui-même.